# 스리랑카코끼리
스리랑카코끼리는 장비목 코끼리과에 속하는 아시아코끼리의 아종으로, 스리랑카에서만 서식하는 희귀한 종이다.

## 특징
아시아코끼리의 아종 중에서 가장 몸집이 크며, 어깨높이는 3.5m에 달하며 몸빛이 인도코끼리나 수마트라코끼리보다 어둡고 탈색 부분이 더 뚜렷하다. 스리랑카의 건조한 저지대 지역에서 서식한다. 갈비뼈는 19쌍이다. 하루에 약 150kg에 달하는 식물을 먹는다. 수명은 약 70년이다.